# Citroën Tubik
La Citroën Tubik è una concept car presentata dalla casa automobilista francese Citroën nel 2011 al Salone dell'automobile di Francoforte.

## Descrizione
Lo stile della Tubik è ispirato ai furgoni della stessa Citroën prodotti dal 1948 al 1982, il TUB e il Type H.
Il corpo centrale della vettura è nettamente diviso dalle parti anteriore e posteriore e tale staccamento è evidenziato dalla differente colorazione: metallo lucido per il corpo centrale e bianco perlato per le rimanenti parti.
Sul frontale, le nervature della carrozzeria creano un motivo che riprende quello della Type H.
Due porte ad ali di gabbiano permettono l'accesso all'interno, che ospita 9 posti, disposti su tre file. I sedili anteriori possono essere ruotati di 180° e si può regolare la loro inclinazione. I sedili centrali possono essere ripiegati e usati come un tavolino o, assieme a quelli posteriori, come un letto. Inoltre essi possono anche essere rimossi singolarmente, in modo da lasciare più spazio ai bagagli.
Le principali informazioni sono fornite da un display head-up, mentre il condizionatore e la radio sono gestiti da uno schermo tattile.

## Tecnica
La Tubik è mossa da un motore endotermico diesel anteriore e da uno elettrico posteriore, sfruttando la tecnologia Hybrid4 (plug-in) sviluppata da Citroën e usata anche sulla Peugeot 3008. Il motore a scoppio è un 2.2 HDi da 204 CV. Quello elettrico è alimentato da batterie agli ioni di litio e tramite la modalità ZEV può essere usato singolarmente per percorrere un massimo di 30 km.